# IC 243
IC 243 — галактика типу SB0-a (компактна витягнута галактика) у сузір'ї Кит.
Цей об'єкт міститься в оригінальній редакції індексного каталогу.